# Schnelle Fäuste
Schnelle Fäuste ist ein US-amerikanischer Actionfilm aus dem Jahr 1938.

## Handlung
Brian McCoy ist ein zweitklassiger Vaudeville-Künstler. Sein Sohn Tommy singt in einem Chor, und Brian bringt den Jungen dazu, dass er vor Boxkämpfen als Unterhaltungssänger auftritt. Nach einer Provokation aus dem hartgesottenen Publikum verprügelt Tommy einen Jungen. Der Boxchampion Johnny Martin erkennt das Boxtalent des Jungen und nimmt ihn unter seine Fittiche. Gemeinsam mit seinem Vater geht er nun auf Tournee mit Johnny. Tommy möchte das verdiente Geld zu seiner Mutter nach Hause schicken, doch der Vater verspielt und vertrinkt es. Als sie die Nachricht vom Tod der Mutter erhalten, ist Brian untröstlich über sein Verhalten, doch er ändert sich nicht.
Jahre später. Tommy ist mittlerweile in erfolgreicher Boxer. Johnny hat sich bereits vom Boxsport zurückgezogen, kehrt für einen Kampf mit Tommy jedoch wieder in den Ring zurück. Tommy geht behutsam mit dem alten Freund um. Ein unglücklicher Schlag tötet jedoch Johnny. Die Zeitungen nennen ihn fortan Killer McCoy. Tommy kann mit dieser Schuld nicht weiter boxen und tritt zurück, obwohl sein Vater einen Vertrag mit dem kriminellen Buchmacher Jim Cain abgeschlossen hatte. Tommy versucht ohne Erfolg eine normale Tätigkeit zu erhalten und kehrt schließlich zu Jim Cain zurück. 
Cain führt unter seinem richtigen Namen Carson ein Trainingscenter. Dort trifft Tommy Cains Tochter Sheila, die nichts vom Doppelleben ihres Vaters weiß. Die beiden verlieben sich, doch Cain ist gegen die Beziehung. Er befürchtet, dass seine Tochter durch Tommy das wahre Gesicht des Vaters erkennen würde. Sie treffen sich fortan heimlich, und Tommy plant seinen erneuten Rücktritt. Kurz vor einem Meisterschaftskampf erfährt Tommy, dass Sheila und sein Vater Brian von einem rivalisierenden Buchmacher namens Pug Walsh entführt worden sind. Walsh erwartet von Tommy, dass er den Kampf in der achten Runde verliert. Als Tommy Sheila jedoch plötzlich im Publikum entdeckt, weiß er, dass ihr keine Gefahr mehr droht und gewinnt den Kampf. Erst danach erfährt er, dass sie durch seinen Vater gerettet worden ist, der dabei ums Leben gekommen ist. Sheilas Vater muss nun auch erkennen, dass die Liebe zu seiner Tochter wichtiger ist als die Boxkämpfe, so dass einer Hochzeit der beiden nichts mehr im Wege steht.

## Hintergrund
Unter dem Titel The Crowd Roars erschien bereits 1932 ein Film von Howard Hawks. Beide Filme haben jedoch keine weitere Gemeinsamkeit. 1947 erschien ein Remake des Films unter dem Titel Killer McCoy mit Mickey Rooney als Tommy McCoy, James Dunn als sein Vater und Ann Blyth als Sheila. Die Regie führte Roy Rowland.

## Kritiken
„Gut aufgebauter und intensiv inszenierter Boxerfilm um einen gebrochenen Helden, mit dem sein Hauptdarsteller den Versuch unternahm, das Image des ‚netten Jungen‘ abzulegen.“